# Beginn des Menschseins

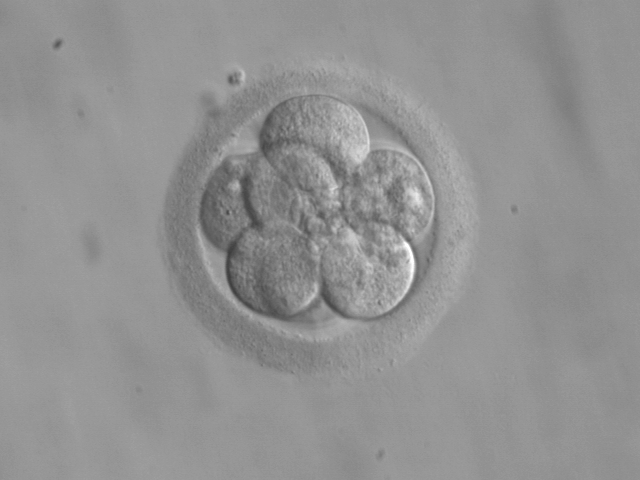
Blastocyste im 8-Zellen-Stadium

Der Beginn des Menschseins ist Gegenstand von Diskussionen in der Medizinethik als Teilgebiet der Philosophie, der Rechtswissenschaft sowie der Religionslehren. An ihr macht sich auch die Frage nach dem Schutz beziehungsweise dem Recht auf Leben fest, etwa im Kontext von Stammzellenforschung, Embryonenforschung, Schwangerschaftsabbrüchen und Spätabbrüchen.
Zu den Synonymen zählen oft „Leibesfrucht“, „werdendes Leben“ und „menschliches Leben“. Der Beginn des individuellen menschlichen Lebens wird überwiegend mit der Befruchtung der Eizelle und der damit verbundenen Bildung eines neuen menschlichen Lebewesens mit eigener genetischer Identität, die sich von jener der Mutter und des Vaters unterscheidet, gesehen.
Teilweise wird jedoch argumentiert, dass nicht das Mensch-Sein, sondern das Person-Sein als entscheidendes Kriterium für die Trägerschaft von Grundrechten herangezogen werden müsse. 2004 schrieben die Richter des Europäischen Gerichtshofs für Menschenrechte (EGMR) in der Entscheidung Vo gegen Frankreich beispielsweise:

“… it may be regarded as common ground between States that the embryo/foetus belongs to the human race. The potentiality of that being and its capacity to become a person – enjoying protection under the civil law, moreover … require protection in the name of human dignity, without making it a “person” with the “right to life” for the purposes of Article 2.”

“Having regard to the foregoing, the Court is convinced that it is neither desirable, nor even possible as matters stand, to answer in the abstract the question whether the unborn child is a person for the purposes of Article 2 of the Convention (“personne” in the French text).”

Der Begriff der Person als Träger von Grundrechten wird wahlweise mit der Befruchtung, der Einnistung der Eizelle in der Gebärmutter oder in einer Mindermeinung mit der Geburt – und mancherseits sogar erst mit dem Erwerb bestimmter Fähigkeiten nach der Geburt – verknüpft (s. Recht auf Leben). Das deutsche Bundesverfassungsgericht hat diese Frage zum Beispiel ausdrücklich offengelassen.
Zu den Kriterien zählen nach medizinischen Betrachtungen die Individualität, nach philosophischen Standpunkten die Entstehung des Bewusstseins (dem der Hirntod als Ende des Menschseins gegenübersteht) und nach manchen religiösen Anschauungen die Beseelung.
Der 1978 erschienene Warnock-Report, der zur rechtlichen Regelung in Großbritannien maßgeblich beitrug, geht auf die Position einer im Maße der Entwicklung zunehmenden Schutzwürdigkeit („gradualistische Position“) ein, entschied sich jedoch für das Potentialitätsargument.

## Entwicklungsschritte
Unter anderem sind folgende Entwicklungsschritte (sie verlaufen graduell und sind daher keine Zäsuren) in der Schwangerschaft betrachtbar:
| Zeitpunkt         | Medizinische Aspekte | Rechtliche Aspekte | Philosophische und religiöse Betrachtungen |
| ----------------- | --- | --- | --- |
| 1. Tag            | Befruchtung (Fertilisation). Eizelle und Samenzelle verschmelzen zur Zygote. | Das Embryonenschutzgesetz schützt die „befruchtete, entwicklungsfähige menschliche Eizelle vom Zeitpunkt der Kernverschmelzung“ an. Voraussetzung ist hierbei nicht, dass sie sich tatsächlich weiterentwickelt. Der Europäische Gerichtshof entschied am 18. Oktober 2011 im Fall Brüstle im Zusammenhang mit der Richtlinie 98/44/EG über den rechtlichen Schutz biotechnologischer Erfindungen: „Jede menschliche Eizelle vom Stadium ihrer Befruchtung an, jede unbefruchtete menschliche Eizelle, in die ein Zellkern aus einer ausgereiften menschlichen Zelle transplantiert worden ist, und jede unbefruchtete menschliche Eizelle, die durch Parthenogenese zur Teilung und Weiterentwicklung angeregt worden ist, ist ein,menschlicher Embryo‘ im Sinne von Art. 6 Abs. 2 Buchst. c der Richtlinie.“ Beginn der Rechtsfähigkeit in der Schweiz unter dem Vorbehalt, dass das Kind lebendig geboren wird: Art. 31 ZGB. Erbfähigkeit des Nondum conceptus in Deutschland und der Schweiz: § 1923 Abs. 2 BGB; Art. 544, Art. 544 ZGB. | Für Hindus und Buddhisten betritt die Seele den Embryo, wenn Samen und Eizelle verschmelzen. Nach der aktuellen römisch-katholischen Lehre beginnt das Leben eines Menschen mit der Befruchtung. Kardinal Joseph Ratzinger schrieb 1987 (Donum vitae): „Deshalb erfordert die Frucht der menschlichen Zeugung vom ersten Augenblick ihrer Existenz an, also von der Bildung der Zygote an, jene unbedingte Achtung, die man dem menschlichen Wesen in seiner leiblichen und geistigen Ganzheit sittlich schuldet.“ Kardinal Karl Lehmann formulierte 2013: „Wenn aber die Zygote in kontinuierlicher Weise sich zum Neugeborenen und zum erwachsenen Menschen entwickelt, dann bleibt die Identität dieses Lebewesens erhalten. Ist dieses Lebewesen im erwachsenen Zustand ein Mensch, dann ist es dies auch als Embryo.“ |
| 3. Tag            | Beginn der Cytokinese (Zellteilung). Im Vier- und Achtzellstadium kann aus jeder der vier oder acht Zellen ein Mensch entstehen. Ein Individuum im wörtlichen Sinne (lateinisch das Unteilbare) besteht noch nicht. In der Blastocyste entwickeln sich bis zur Einnistung etwa 200 Zellen, die für die Stammzellenforschung von Interesse sind. | | |
| 5. Tag            | Beginn der Nidation (Einnistung). | | |
| 14. Tag           | Ende der Nidation: Der Primitivstreifen als erste wahrnehmbare Struktur des Embryos erscheint. Der Zellhaufen beginnt, sich zu differenzieren. Bis zu diesem Zeitpunkt wäre die Herausbildung eineiiger Zwillinge möglich (monochorial-monoamniote Zwillinge), was als mangelnde Individualität angesehen werden kann. 1984 wurde von englischen Wissenschaftlern vorgeschlagen, die Embryonenforschung bis zu diesem Zeitpunkt zu erlauben. | Nach deutschem Recht wird der menschliche Embryo nach der Nidation als Nasciturus lat. („der geboren werden wird“) bezeichnet. Über §§ 823 ff. BGB besitzt er deliktsrechtlich einen Schutz vor vorgeburtlichen Schädigungen. Wenn er zum Zeitpunkt des Erbfalls bereits gezeugt war, kann er Erbe sein (§ 1923 Abs. 2 BGB). Für ihn kann vom Gericht ein gesetzlicher Vertreter, der Leibesfruchtpfleger nach § 1912 BGB, bestellt werden. Für das Bundesverfassungsgericht „besteht Leben im Sinne der geschichtlichen Existenz eines menschlichen Individuums nach gesicherter biologisch-physiologischer Erkenntnis jedenfalls vom 14. Tage nach der Empfängnis (Nidation, Individuation) an.“ Es erkannte 1975 die Grundrechtsberechtigung für Art. 2 Abs. 2, Satz 1 und Art. 1 Abs. 1 GG an. Offen lässt es hierbei, ob der Nasciturus selbst Grundrechtsträger ist oder nur von dem objektiv-rechtlichen Gehalt der Grundrechte profitiert: „Die Pflicht des Staates, jedes menschliche Leben zu schützen, läßt sich deshalb bereits unmittelbar aus Art. 2 Abs. 2 Satz 1 GG ableiten. Sie ergibt sich darüber hinaus auch aus der ausdrücklichen Vorschrift des Art. 1 Abs. 1 Satz 2 GG; denn das sich entwickelnde Leben nimmt auch an dem Schutz teil, den Art. 1 Abs. 1 GG der Menschenwürde gewährt. Wo menschliches Leben existiert, kommt ihm Menschenwürde zu; es ist nicht entscheidend, ob der Träger sich dieser Würde bewußt ist und sie selbst zu wahren weiß. Die von Anfang an im menschlichen Sein angelegten potentiellen Fähigkeiten genügen, um die Menschenwürde zu begründen. Hingegen braucht die im vorliegenden Verfahren wie auch in der Rechtsprechung und im wissenschaftlichen Schrifttum umstrittene Frage nicht entschieden zu werden, ob der nasciturus selbst Grundrechtsträger ist oder aber wegen mangelnder Rechts- und Grundrechtsfähigkeit ‚nur‘ von den objektiven Normen der Verfassung in seinem Recht auf Leben geschützt wird.“ Ferner schreibt das Bundesverfassungsgericht: „Bei der Auslegung des Art. 2 Abs. 2 Satz 1 GG ist auszugehen von seinem Wortlaut: ‚Jeder hat das Recht auf Leben ...‘. Leben im Sinne der geschichtlichen Existenz eines menschlichen Individuums besteht nach gesicherter biologisch-physiologischer Erkenntnis jedenfalls vom 14. Tage nach der Empfängnis (Nidation, Individuation) an […] Der damit begonnene Entwicklungsprozeß ist ein kontinuierlicher Vorgang, der keine scharfen Einschnitte aufweist und eine genaue Abgrenzung der verschiedenen Entwicklungsstufen des menschlichen Lebens nicht zuläßt. Er ist auch nicht mit der Geburt beendet; die für die menschliche Persönlichkeit spezifischen Bewußtseinsphänomene z. B. treten erst längere Zeit nach der Geburt auf. Deshalb kann der Schutz des Art. 2 Abs. 2 Satz 1 GG weder auf den ‚fertigen‘ Menschen nach der Geburt noch auf den selbständig lebensfähigen nasciturus beschränkt werden. Das Recht auf Leben wird jedem gewährleistet, der ‚lebt‘; zwischen einzelnen Abschnitten des sich entwickelnden Lebens vor der Geburt oder zwischen ungeborenem und geborenem Leben kann hier kein Unterschied gemacht werden. ‚Jeder‘ im Sinne des Art. 2 Abs. 2 Satz 1 GG ist ‚jeder Lebende‘, anders ausgedrückt: jedes Leben besitzende menschliche Individuum; ‚jeder‘ ist daher auch das noch ungeborene menschliche Wesen.“ In der Schweiz ist strittig, ob im Fall einer künstlichen Befruchtung die Rechtsfähigkeit des Nasciturus analog Art. 31 Abs. 2 ZGB mit der Verschmelzung der Keimzellen der beginnt oder erst mit der Nidation. | |
| 30. Tag           | | | Der Philosoph Peter Singer argumentiert, dass, solange der menschliche Embryo nicht die Fähigkeit hat, Schmerzen zu empfinden, man ihm auch kein Leid zufügen könne. Singer schlägt den 28. Tag als Schutzgrenze vor, um einen Embryo vor Leiden zu bewahren: „Selbst wenn wir alle nur erdenkliche Vorsicht walten lassen, würde eine 28-Tage-Grenze ausreichen, um Embryonen davor zu bewahren, unter Experimenten leiden zu müssen.“ |
| 40. Tag           | | | In der jüdischen Tradition wird ein Embryo ab dem 40. Tag der Empfängnis als vollwertiges menschliches Wesen angesehen. Die malikitische Rechtsschule verbietet eigentlich grundsätzlich jede Abtreibung, macht jedoch bis zum 40. Tag nach der Empfängnis Ausnahmen. Abweichend hiervon folgt die international einflussreiche Internationale Islamische Fiqh-Akademie der hanafitischen Rechtsschule, die den Anfang des beseelten Menschen auf den 120. Tag im Mutterleib festsetzt. Bis 1869 galt in der römisch-katholischen Kirche noch das Konzept der sogenannten sukzessiven Beseelung, bei dem man sich auf Aristoteles berief, nach dem die Beseelung des Menschen eine Entwicklung darstelle, die bei einem männlichen Embryo 40 Tage und bei einem weiblichen Embryo 80 Tage dauere. Die unterschiedlichen religiösen Positionen beeinflussen die nationalen Gesetzgebungen für die Forschung an embryonalen Stammzellen. |
| 21. Woche         | Etwa ab der 21. Schwangerschaftswoche (148. Tag) ist es im Einzelfall möglich, dass der Fötus die vorzeitige Geburt mit ärztlicher Hilfe im Brutkasten überlebt. Der frühestgeborene überlebende Mensch in Europa (Frieda im Klinikum Fulda, 7. November 2010) kam im Rahmen einer Frühgeburt nach nur 21 Wochen und fünf Tagen zur Welt und wog 460 g bei einer Größe von 26 cm. Bei einer Spätabtreibung, etwa einem Schwangerschaftsabbruch mit embryopathischer Indikation, kann ohne vorherige Tötung des Embryonen im Mutterleib die Situation entstehen, dass das zur Welt gebrachte Kind lebt und versorgt werden muss (vergleiche Oldenburger Baby). | In Deutschland wird über § 31 Personenstandsverordnung die Grenze zwischen Fehlgeburt und Totgeburt (Personenstand) bei einem Körpergewicht von mindestens 500 Gramm gezogen. Mit der Reform von 2013 (Personenstandsrechts-Änderungsgesetz vom 7. Mai 2013) besteht in Deutschland die Möglichkeit der Namensbescheinigung und damit verbunden die verbesserte Möglichkeit der Bestattung von Sternenkindern auch unterhalb dieser Gewichtsgrenze. Das Bundesarbeitsgericht bekräftigte 2005 in seiner Rechtsprechung zum Mutterschutzgesetz (MuSchG), dass eine Entbindung dann vorliege, wenn das Kind mindestens 500 Gramm wiege. Es sei dabei unerheblich, ob es lebend oder tot geboren wurde. Dem folgt auch das Bundessozialgericht bei seinen Entscheidungen zum Anspruch auf Mutterschaftsgeld (§ 24i Abs. 3 SGB V). | |
| 28. bis 37. Woche | Frühgeburt. Neugeborene mit einem Geburtsgewicht von unter 1000 Gramm werden im ICD-10 als Neugeborene mit extrem niedrigem Geburtsgewicht, mit einem Geburtsgewicht von 1000 bis 2499 Gramm als Neugeborene mit sonstigem niedrigem Geburtsgewicht klassifiziert. | Das Preußische Allgemeine Landrecht bestrafte zwar den Schwangerschaftsabbruch schon von der Empfängnis an, stufte die Strafdrohung aber ab der 30. Schwangerschaftswoche, also nach der Lebensfähigkeit des Kindes, ab. | |
| 40. Woche         | Geburt: Eine Schwangerschaft dauert durchschnittlich 266 Tage (durchschnittlich 38 Wochen seit der Befruchtung bzw. ca. 40 Wochen seit der letzten Regelblutung). Wenn bei einem Kind nach dem Austritt aus dem Mutterleib entweder das Herz geschlagen oder die Nabelschnur pulsiert oder die natürliche Lungenatmung eingesetzt hat oder wenn eine Totgeburt mindestens 500 Gramm wiegt, spricht man von Entbindung. Ansonsten handelt es sich um eine Fehlgeburt. | Beginn der Rechtsfähigkeit in Deutschland gem. § 1 BGB: „Die Rechtsfähigkeit des Menschen beginnt mit der Vollendung der Geburt.“ Nach herrschender Meinung wird Art. 7 EGBGB so verstanden, dass der Begriff Person im Sinne dieser Vorschrift nur geborene Menschen erfasst. Art. 1 der Allgemeinen Erklärung der Menschenrechte (1948) stellt auf die Geburt ab: „Alle Menschen werden frei und gleich in Würde und Rechten geboren.“ | |